# Польсько-Косово
По́льсько-Ко́сово (болг. Полско Косово) — село в Русенській області Болгарії. Входить до складу общини Бяла.

## Населення
За даними перепису населення 2011 року у селі проживали 1234 особи.
Національний склад населення села:
| Національність   | Кількість осіб | Відсоток |
| ---------------- | -------------- | -------- |
| болгари          | 787            | 64,6%    |
| цигани           | 364            | 29,9%    |
| турки            | 16             | 1,3%     |
| інша             | 18             | 1,5%     |
| не визначились   | 33             | 2,7%     |
| Всього відповіли | 1218           |          |

Розподіл населення за віком у 2011 році:
Динаміка населення: